# Maciej Niemiec
Pour les articles homonymes, voir Niemiec.
Maciej Niemiec est un poète, écrivain, traducteur polonais né le 7 octobre 1953 à Varsovie et mort le 25 janvier 2012 à Paris.

## Biographie
Établi en France à partir de 1987, Maciej Niemiec collabore régulièrement aux trimestriels Zeszyty Literackie (pl) et Po&sie. Ses poèmes sont édités en polonais et dans de multiples traductions notamment françaises, allemandes (traduit par Renata Schmidgall) et bulgares (traduit par Kiril Kadiski).
Il reçoit entre autres le prix Karl-Dedecius (pl) (pour ses traductions en allemand), le prix Zygmunt-et-Maria-Zaleski et le prix Kościelski (1994).  
Il se suicide le 25 janvier 2012 à Paris.  L'urne avec ses cendres est placée au cimetière du Père-Lachaise.